# Arabella (Fernsehshow)
Arabella war eine von Arabella Kiesbauer moderierte Talkshow. Die Sendung wurde zwischen 1994 und 2004 im Nachmittagsprogramm des Fernsehsenders ProSieben ausgestrahlt. Zwischen 1996 und 1997 existierte unter dem Titel Arabella Night eine Spätabendvariante der Talkshow, die ebenfalls von Kiesbauer moderiert und wöchentlich im Spätabendprogramm von ProSieben gesendet wurde.
Wie bei anderen Nachmittagstalkshows kamen die Themen meist aus den Niederungen menschlichen Zusammenlebens, nicht selten fanden in der Sendung laute Wortgefechte zwischen den Gästen statt.
Bereits im Mai 2002 sollte Arabella umgestaltet werden und mit Laiendarstellern statt realen Gästen besetzt werden. Kiesbauer lehnte diesen Vorschlag, ihre Sendung an die Konkurrenz anderer Sender, wie z. B. Zwei bei Kallwass anzupassen, ab.
Nachdem die Sendung Arabella von ProSieben bis dato selbst produziert worden war, gab der Sender die Produktion im Oktober 2003 an Constantin Entertainment ab.
Nachdem die Quoten stetig zurückgegangen waren, wurde die Talkshow im Juni 2004, nachdem sie noch ihren zehnten Geburtstag gefeiert hatte, eingestellt. In den letzten Monaten wurde die Pseudo-Doku-Soap Die Abschlussklasse und das Psycho-Format Das Geständnis – Heute sage ich alles! in die Sendung integriert. Im Sommer 2004 wurden zunächst Wiederholungen von Arabella gezeigt, anschließend durch Das Geständnis abgelöst.